# Ricarda Hofmann
Ricarda Hofmann (* 5. September 1987 in Düsseldorf, Nordrhein-Westfalen, Deutschland) ist eine deutsche Podcasterin und Comedy-Autorin. Sie ist unter anderem Produzentin und Moderatorin des Podcasts Busenfreundin – Der Podcast.

## Leben
Hofmann studierte von 2008 bis 2011 an der Julius-Maximilians-Universität Würzburg Politik- und Sozialwissenschaften sowie von 2012 bis 2014 Staatswissenschaften an der Technischen Universität Darmstadt. Vor ihrer Karriere im Entertainment-Bereich arbeitete sie in der Unternehmenskommunikation eines großen Unternehmens.
Hofmann ist bekannt als Produzentin und Moderatorin des wöchentlich erscheinenden Podcasts Busenfreundin – Der Podcast, den sie 2018 zusammen mit Maike Johanna Reuter gründete. Inhaltlich werden in dem Podcast, der sich der Kategorie des Infotainments zuordnen lässt, verschiedene Themen mit Bezug zu LGBTIQ+ behandelt. Zunächst als Dialog zwischen Hofmann und Reuter aufgebaut, übernahm Hofmann ab der zehnten Folge allein die Moderation. Unterstützung erhält sie hierbei in der Regel von einem Gast, seltener von mehreren Gästen. Neben nicht-prominenten, teilweise auch anonymisierten Personen waren unter anderem bereits Jasmin Wagner, Kevin Kühnert, Sarah Kuttner, Melina Sophie, Maren Kroymann, Collien Ulmen-Fernandes, Michael Michalsky, Sara Doorsoun, Ina Müller und Henriette Reker Gast der Sendung. Auch Maike Johanna Reuter hat weiterhin regelmäßige Gastauftritte. Der Podcast erscheint auf der Online-Streaming-Plattform Spotify und hatte als einer der erfolgreichsten deutschsprachigen LGBTIQ+-Podcasts im Jahr 2020 monatlich mehr als 100.000 Zuhörer. 2023 wurde er mit dem EXPRESS Queer Award in der Kategorie „Podcast des Jahres“ ausgezeichnet.
Im Jahr 2020 gründete Hofmann das thematisch an den Podcast anknüpfende Online-Magazin Busenfreundin – Das Magazin sowie die Veranstaltungsreihe Busenfreundin – Die Party. Von September 2021 bis Dezember 2023 (Folgen 14 bis 62) moderierte sie zusätzlich zu ihrem eigenen Podcast den Podcast 1000 erste Dates. In den Jahren 2022 und 2023 tourte sie mit den Podcast Live-Formaten Pink Bubble, We love your Mom oder #LoveisLive durch ganz Deutschland, teilweise zusammen mit ihrer damaligen Partnerin Irina Schlauch und der befreundeten Miriam Bouaouina, beide bekannt geworden durch die Fernsehshow Princess Charming, bei der Ricarda Hofmann Autorin tätig gewesen war.
Am 28. Juni 2024 veröffentlichte sie mit der deutschen Indie-Pop-Band Graustufe West den gemeinsamen Song Liebe an die Macht.
Ricarda Hofmann lebt in Köln. Von Herbst 2021 bis Dezember 2024 war sie mit Irina Schlauch liiert, der ersten Gastgeberin der lesbischen Dating-Show Princess Charming. Sie ist die Cousine der Politikerin und Europaparlaments-Abgeordneten Terry Reintke.

## Ehrungen und Auszeichnungen
- 2020: Nominierung für den Deutschen Comedypreis in der Rubrik „Beste Comedy-Podcasterin“.[9]
- 2021: Impact Diversity Awards in der Kategorie „Contribution to LGBTQ+“.[10]
- 2021: Nominierung für den Deutschen Podcast-Preis in der Kategorie „Bester Independent-Podcast“.[11]
- 2023: EXPRESS Queer Award in der Kategorie „Podcast des Jahres“[12]
- 2025:  Im Jahr 2025 wurde Ricarda Hofmann mit dem Queermentor Role Model Award ausgezeichnet. Die Auszeichnung würdigt ihr herausragendes Engagement für die Gleichstellung und Förderung von LGBTQIA+-Personen in der Arbeitswelt.[13]